# منتخب تشيلي لكرة القدم
منتخب تشيلي لكرة القدم (بالإسبانية: Selección de fútbol de Chile)‏ هو الممثل الرسمي لجمهورية تشيلي. تأسس عام 1895م وانضم إلى الإتحاد الدولي لكرة القدم في 1913م وانضم إلى اتحاد أمريكا الجنوبية لكرة القدم في 1916م.
فاز منتخب تشيلي ببطولة كوبا أمريكا 2015 وهي أول بطولة كوبا أمريكا يفوز بها في تاريخه وذلك بعد تفوقه على نظيره الأرجنتيني في المباراة النهائية بركلات الترجيح التي انتهت بنتيجة 4–1 بعد أن انتهى الوقتان الأصلي والإضافي للمباراة بالتعادل السلبي. كما حقق النسخة المئوية من البطولة بعد ما كرر فوزه على الأرجنتين بركلات الترجيح 4-2

## المشاركات في كأس العالم
- تاريخ المنتخب في كأس العالم
- كانت أول مشاركة لمنتخب التشيلي في بطولات كأس العالم سنة 1930 في بلد الأوروغواي وكانت في المجموعة الأولى حيث لعب مباراته الأولى أمام المكسيك وفاز بها بنتيجة 3-0 وفي المباراة الثانية فاز على منتخب فرنسا 1-0 ثم خسر أمام الأرجنتين 1-3 وخرج من الدور الأول للبطولة.
- وبعد غياب دام لعشرين سنة تأهل المنتخب للمرة الثانية في تاريخه على ارض البرازيل سنة 1950 حيث خسرت مباراتها الأولى أمام بريطانيا بنتيجة 0-2 وخسرت في الثانية بنفس النتيجة وفي الثالثة فازت بنتيجة 5-2 أمام الولايات المتحدة الأمريكية ولكن هذا الفوز لم يضمن لهم التأهل للدور الثاني.
- وبعد اثنتا عشر عامًا استضافت تشيلي كأس العالم سنة 1962 ووصلت للدور النصف نهائي فخسرت أمام البرازيل بنتيجة 2-4 وسجل فيها كل من فافا وغارينشا هدفان لكلا منهما وانتهى حلم التشيليين بالوصول للنهائي ولعبو على المركز الثالث وكان لهم ما أرادو بفوزهم على المنتخب اليوغسلافي بنتيجة 1-0.
- وفي سنة 1966 تأهل التشيليين ولعبو مباراتهم الأولى ضد إيطاليا فخسروا 0-2 وفي الثانية كان تعادل مع كوريا الشمالية 1-1 وفي الثالثة خسر أمام الاتحاد السوفييتي بنتيجة 1-2 وخرجوا التشيليين من البطولة.
- شارك منتخب تشيلي للمرة الخامسة في تاريخه في مونديال ألمانيا 1974 فلعب مبارته الأولى ضد ألمانيا الغربية وخسر بنتيجة 1-0 وفي الثانية تعادل مع ألمانيا الشرقية بنتيجة 1-1 وفي آخر مباراة له تعادل مع أستراليا 0-0 وكان الخروج من المونديال.
- وفشلت في التأهل لمونديال 1978 في الأرجنتين، وفي مونديال 1982 في أسبانيا تأهل وكانت الخيبة الكبيرة للمنتخب والجماهير حيث خسرت في جميع مبارياتها.
- ولم يتأهل المنتخب التشيلي بعد ذلك حتى مونديال 1998 في فرنسا وبالرغم من تعادله في مبارياته الثلاث إلى أنه تأهل إلى الدور الثاني فكان مع منتخب البرازيل وخسر أمامها بنتيجة 4 -1 فخرج.
- بقيت تشيلي دون تأهل حتى مونديال 2010 بجنوب أفريقيا فلعبت مبارتها الأولى أمام منتخب الهندوراس وفازت 1-0 وبنفس النتيجة فازت على المنتخب السويسري، وفي الثالثة خسرت أمام إسبانيا 2-1 وبذلك تأهلت للدور الثاني لتقابل المنتخب البرازيلي ويكون خروجها على يده بنتيجة 3-0.
- وآخر تأهل له حتى الآن بمونديال 2014 في البرازيل حيث لعبت مبارتها الأولى انتهت بالفوز في المبارة الأولى أمام أستراليا بنتيجة 3-1 وفي الثانية فازت على المنتخب الإسباني بنتيجة 2-0 وفي المباراة الثالثة خسرت أمام المنتخب الهولندي بنتيجة 2-0 وتأهلت للدور الثاني لتقابل المنتخب البرازيلي لتخرج أمامه بركلات الترجيح بعد انتهاء المباره بنتيجة 1-1.
- قائمة بيانات المنتخب من الموقع الرسمي للفيفا باللغة العربية